# Drachiella
Drachiella is een geslacht van kreeftachtigen uit de klasse van de Malacostraca (hogere kreeftachtigen).

## Soorten
- Drachiella aglypha (Laurie, 1906)
- Drachiella angulata (Ihle, 1918)
- Drachiella caelata Takeda & Tachikawa, 1995
- Drachiella lapillula (Alcock, 1896)
- Drachiella morum (Alcock, 1896)
- Drachiella sculpta (Haswell, 1879)